# Samuel Bourdon
Samuel Bourdon (* 14. Februar 1631 in Kassel; † 6. März 1688 ebenda) war Bürgermeister von Kassel.
Bourdon war der Sohn des Metzer Kaufmanns Thomas Bourdon (1606–1640) und dessen Ehefrau Anna Matzja Werner (1611–1638), der Tochter des Ratsherren Kaspar Werner in Kassel. Der Vater war als Hugenotte aus Frankreich geflüchtet und seit 1628 Mitglied der Hansegrebengilde in Kassel.
Bourdon heiratete am 19. April 1659 in Kassel in erster Ehe Magareth Wiegand (1642–1674), die Tochter des Kammerherren Kaspar Wiegand. Nach dem Tod der ersten Ehefrau heiratete er am 23. Februar 1675 in Kassel in zweiter Ehe Elisabeth Müldener (1652–1722), die Tochter des Vizekanzlers Nikolaus Christoph Müldener.
Er studierte ab 1645 Rechtswissenschaften in Kassel, ab 1651 in Bremen und ab 1654 in Marburg. An der Universität Marburg wurde er 1660 zum Dr. jur. promoviert. Neben dem Studium diente er 1647/48 in der französischen Armee als Kadett und trat Hofmeisterstellen in Ostfriesland, Pommern und Holland an.
1666 wurde er Landvisitationskommissar und 1667 Ratsskabinus in Kassel. 1667 bis 1669 war er Bürgermeister von Kassel. In dieser Funktion verteidigte er die städtischen Rechte gegen Ansprüche des Landesherren. 1673 wurde er Regierungsrat und Advocatus fisci in Kassel. Ab 1667 gehörte er der Hansegrebengilde an.